# Macropoma
Macropoma is een geslacht van uitgestorven kwastvinnige vissen. Het geslacht is vooralsnog monotypisch. De enige soort, een tot vijfenvijftig centimeter lange vis, leefde in het Laat-Krijt. De naam van het geslacht werd voor het eerst geldig gepubliceerd in 1835 door Louis Agassiz. Volgens de protoloog betekent de naam 'lang operculum'.
Het formaat van Macropoma was maar een zesde van de moderne verwant Latimeria, maar voor het overige lijken beide vissen, ondanks het verschil van 70 miljoen jaar, als twee druppels water op elkaar.

## Beschrijving
Macropoma had een kort lichaam. De staart had drie lobben, waarvan de middelste het kleinst is, kenmerkend voor alle coelacantachtigen. De tanden stonden voor in de bek. De borstvinnen, vlak achter de kieuwen, stonden vrij hoog. De buikvinnen stonden halverwege het lichaam. De eerste rugvin had lange, benige vinstralen; de overige vinnen waren vlezig en gespierd.

## Leefwijze
De huidige coelacanten brengen levende jongen ter wereld. Het is nog niet bekend of de prehistorische Coelacanthiformen dat ook deden. In Niger en Brazilië zijn fossielen gevonden die daarover uitsluitsel zouden kunnen geven.

## Vondsten
Fossiele resten zijn gevonden in Europa (Tsjechië/Slowakije en Engeland), Afrika (Niger), en Zuid-Amerika (Brazilië).